# Les Enfoirés la compil'
 (mai 2021).
Si vous disposez d'ouvrages ou d'articles de référence ou si vous connaissez des sites web de qualité traitant du thème abordé ici, merci de compléter l'article en donnant les références utiles à sa vérifiabilité et en les liant à la section « Notes et références ».

Les Enfoirés la compil’ est la première compilation des Enfoirés, retraçant les soirées de 1989 à 1995. L'album est sorti en 1996.

## Liste des titres
Les seize titres de cette compilation sont :
| No  | Titre                    | Auteur                                                                                | Durée |
| --- | ------------------------ | ------------------------------------------------------------------------------------- | ----- |
| 1.  | La chanson des Restos    | Coluche/Yves Montand/Michel Platini/Nathalie Baye/Michel Drucker/Jean-Jacques Goldman |       |
| 2.  | La musique que j'aime    | Johnny Hallyday/Véronique Sanson                                                      |       |
| 3.  | Sur la route de Memphis  | Michel Sardou/Eddy Mitchell                                                           |       |
| 4.  | Je t'attends             | Johnny Hallyday/Jean-Jacques Goldman                                                  |       |
| 5.  | Chanson pour l'Auvergnat | Les Enfoirés                                                                          |       |
| 6.  | Je te promets            | Jean-Jacques Goldman/Patricia Kaas                                                    |       |
| 7.  | Quand on arrive en ville | Josiane Balasko/Pierre Palmade                                                        |       |
| 8.  | Le monde est stone       | Les Enfoirés                                                                          |       |
| 9.  | Ella, elle l'a           | Francis Cabrel/France Gall                                                            |       |
| 10. | Foule sentimentale       | Vanessa Paradis/Alain Souchon/Laurent Voulzy                                          |       |
| 11. | Oh ! Happy days          | Carole Fredericks/Florent Pagny/Les Chérubins de Sarcelles                            |       |
| 12. | Hier encore              | Patrick Bruel/Charles Aznavour                                                        |       |
| 13. | Là-bas                   | Jean-Jacques Goldman/Céline Dion                                                      |       |
| 14. | Un autre monde           | Les Enfoirés                                                                          |       |
| 15. | Les Plays-Boys           | Pierre Palmade/Patrick Bruel/Laurent Voulzy/Alain Souchon/Renaud/Florent Pagny        |       |
| 16. | On ira tous au paradis   | Les Enfoirés                                                                          |       |